# Renato Lima
Renato Andrew Lima de Carvalho (Belém, 1 december 1999), spelersnaam Renato, is een Braziliaans beachvolleyballer.

## Carrière
Renato werd in 2016 met Rafael Mendoza in Larnaca wereldkampioen in de leeftijdsgroep tot 19 jaar en het jaar daarop won hij met Arielson dos Santos Silva in Nanjing de wereldtitel onder 21. In 2019 eindigde hij met Arielson als derde bij de Zuid-Amerikaanse Strandspelen in Rosario. Met Rafael won hij de wereldtitel onder 21 in Udon Thani en maakte hij bovendien zijn debuut in de FIVB World Tour met een overwinning in Miguel Pereira. Sinds 2021 vormt Renato een team met Vitor Felipe. Het eerste jaar kwamen ze bij drie internationale toernooien tot een tweede plaats in Itapema. In november dat jaar won hij met Rafael de gouden medaille bij de Zuid-Amerikaanse Spelen voor junioren in Cali. Het seizoen daarop namen ze in aanloop naar de wereldkampioenschappen deel aan vijf toernooien in de mondiale competitie. Daarbij behaalden ze een vierde plaats in Tlaxcala en drie negende plaatsen. Bij de WK in Rome wonnen Renato en Vitor Felipe het zilver nadat de olympisch kampioenen Anders Mol en Christian Sørum in de finale in twee sets te sterk waren.

## Palmares
Kampioenschappen
- 2016:  WK U19
- 2017:  WK U21
- 2019:  WK U21
- 2022:  WK

FIVB World Tour
- 2019:  1* Miguel Pereira
- 2021:  4* Itapema